# El brazalete de granates (novela)

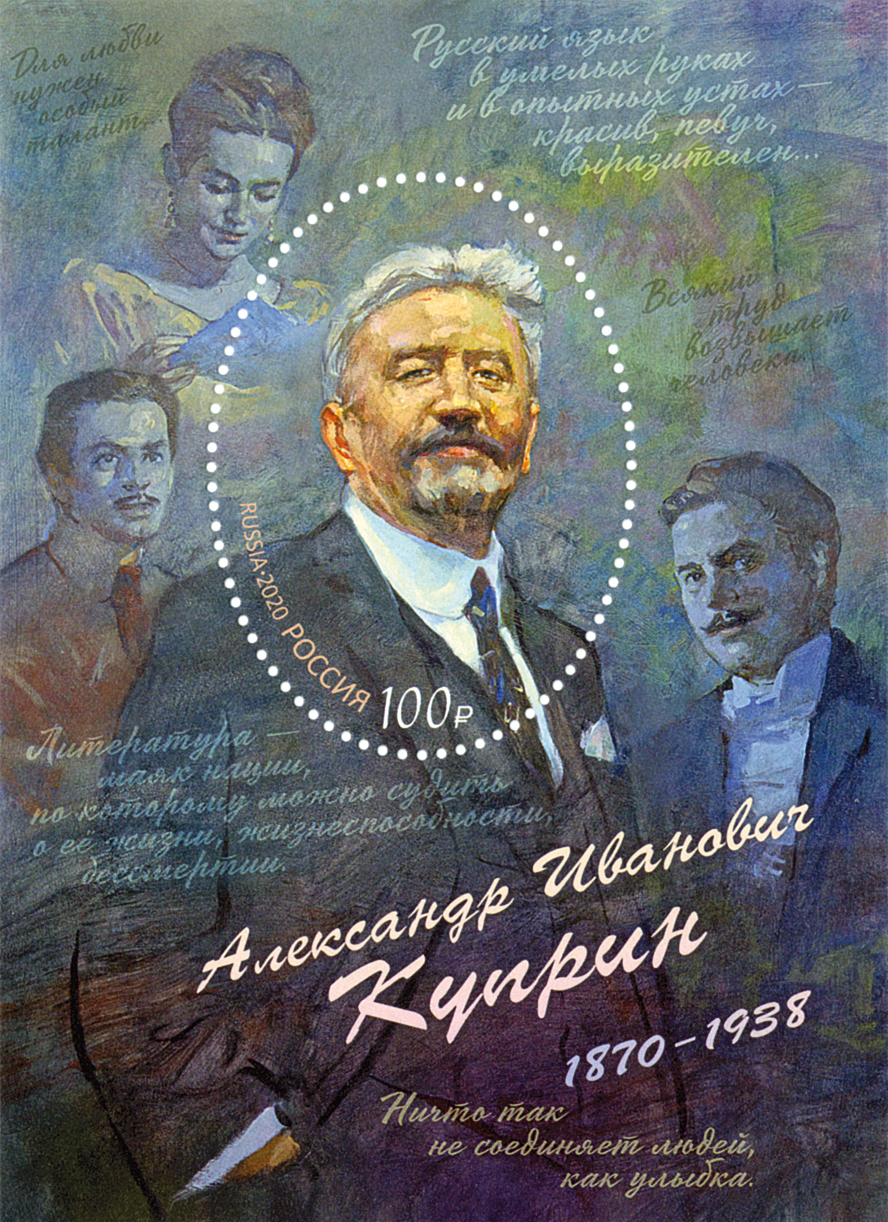
Sello ruso conmemorativo del 150º aniversario del nacimiento de Kuprín (2020). Rodeando la efigie del autor aparecen citas del autor y los personajes de El brazalete de granates

El brazalete de granates
(en ruso: Гранатовый браслет, romanización : Granatovyi braslet) es una novela corta del escritor ruso Aleksandr Kuprín publicada en 1911.

## Argumento
El día de su onomástica, la princesa Veria Nikoláievna Shein recibe un misterioso paquete con un regalo: un brazalete de oro adornado con granates. Viene acompañado de una carta firmada con iniciales en que un antiguo admirador le sigue confesando su amor. Tras la cena y la lectura de la carta, el marido y el hermano de la princesa deciden averiguar la identidad del remitente para ir a devolver el regalo y hablar severamente con él y que cese de comunicarse con Veria.
Al día siguiente, visitan la buhardilla donde vive Zheltkov, un pobre funcionario, enamorado apasionadamente de la princesa, el cual les confiesa que está dispuesto a acabar con su insistencia amorosa, aunque le pide al marido de Veria que le permita escribir una última carta a la princesa.

En un final sin igual en sus escritos por su poder poético, Kuprín muestra el renacimiento de su heroína cuando ella se vuelve una en espíritu con aquel que la amaba más que la vida misma. Mientras escucha el lúgubre largo appasionato de  la Segunda Sonata para piano de Beethoven, mencionada en la última carta de Zheltkov, la princesa oye en su mente estrofas en prosa con la música, como si el propio Zheltkov le hablara.

## Adaptaciones a la pantalla
El brazalete de granates fue adaptada al cine por el director ruso Abram Room (Granatovyi braslet, 1965).
La novela también fue adaptada para la televisión húngara, Gránátköves karék (La pulsera de granate), dirigida por el director Károly Esztergályos y emitida el 26 de marzo de 1972.